# Tehénhimlő
A tehénhimlő fertőző vírus, amit a tehénhimlővírus okoz. Tünetei többek közt bőrkiütések, láz és mirigymegnagyobbodás. Eredetileg fertőzött marhák terjesztették, de az elmúlt évtizedekben egyre gyakrabban (de még mindig ritkán) terjesztik fertőzött macskák. A leggyakrabban a kezeket és az arcot érintik, és a foltok gyakran fájnak.
A vírus, ami az Orthopoxvirus nemzetség tagja, a Vaccinia vírus közeli rokona. A vírus zoonotikus, vagyis fajok közt, például macskáról emberre átadódhat. A vírus átadódását először a fertőzött tehenekkel érintkező fejőlányoknál figyelték meg, és a fertőzés jeleként léziók alakultak ki kezeiken. A tehénhimlő gyakrabban található meg más állatoknál, például rágcsálóknál is.
A tehénhimlőt először Edward Jenner írta le 1798-ban.

## Fordítás
Ez a szócikk részben vagy egészben  a   Cowpox című angol Wikipédia-szócikk fordításán alapul.  Az eredeti cikk szerkesztőit annak laptörténete sorolja fel. Ez a jelzés csupán a megfogalmazás eredetét és a szerzői jogokat jelzi, nem szolgál a cikkben szereplő információk forrásmegjelöléseként.